# Magerøya

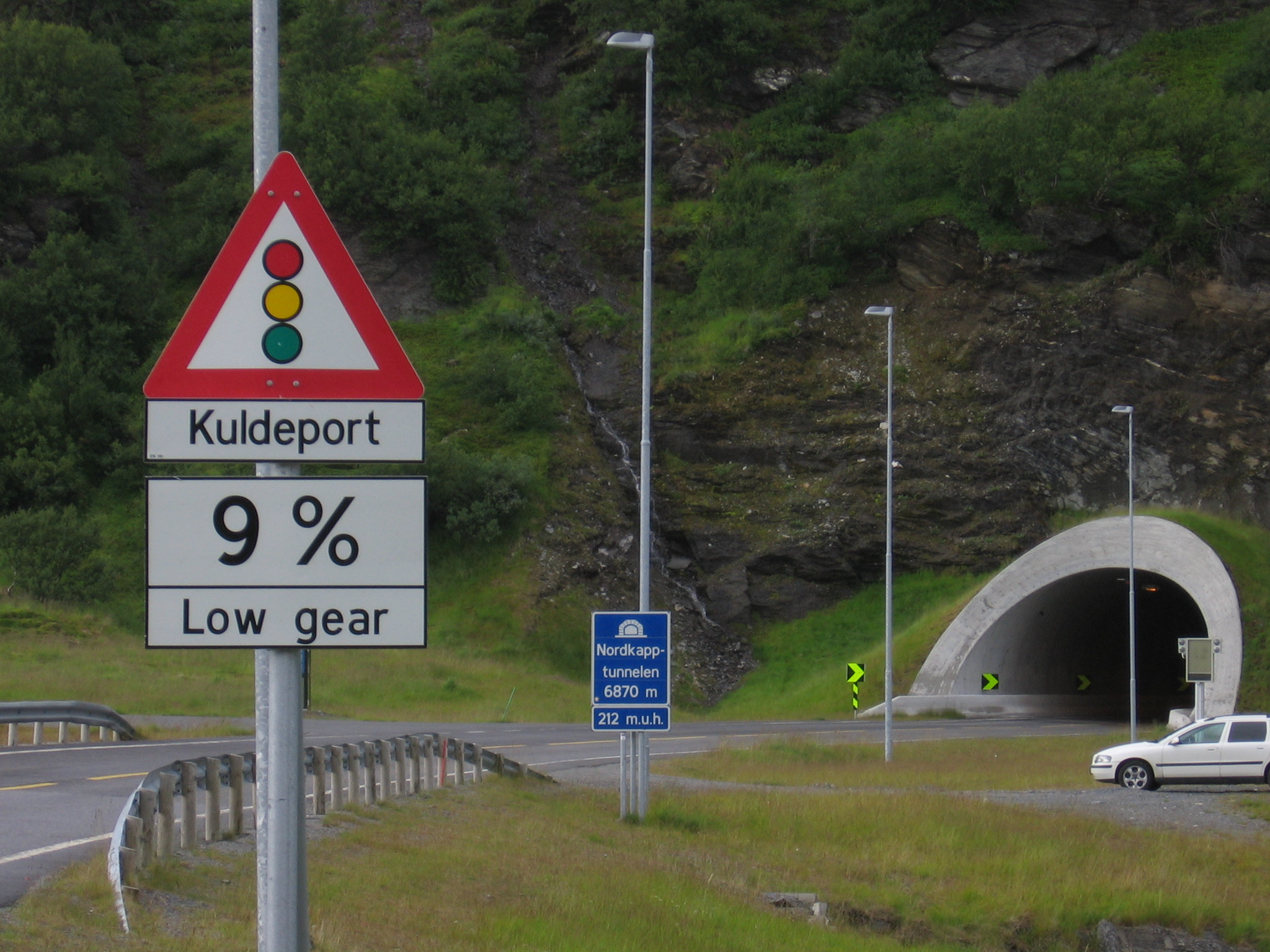
Nordkapp tunnel-ingang

Magerøya is een eiland met een oppervlakte van 440 km² in het uiterste noorden van Noorwegen, in de gemeente Nordkapp. Het eiland wordt gekenmerkt door een bleek en dor toendralandschap dat verstoken is van bomen (een enkele berk uitgezonderd), met steile kliffen aan de kust en dramatische berglandschappen landinwaarts. Het hoogste punt is 417 meter boven de zeespiegel.
Magerøya staat met name bekend om de Noordkaap; een kaap met steile kliffen aan de noorder kust die geliefd is onder toeristen. Om het grote aantal toeristen die het eiland bezoeken te kunnen herbergen, werd de onderzeese Noordkaaptunnel gebouwd van 1993 tot 1999, die 6,87 km lang is en een diepte van 212 meter onder de zeespiegel bereikt. In de tunnel kunnen zelfs in de zomer mist en ijs ontstaan.
De Noorse Hurtigruten-veerdienst komt aan op Magerøya bij Honningsvåg. De warme Golfstroom zorgt ervoor dat het water rondom het eiland het gehele jaar ijsvrij blijft.